# Mistrzostwa Polski w Skokach Narciarskich 1938
19. Mistrzostwa Polski w Skokach Narciarskich – zawody o mistrzostwo Polski w skokach narciarskich, które odbyły się 6 lutego 1938 roku na Wielkiej Krokwi w Zakopanem.
W konkursie o mistrzostwo Polski zwyciężył Andrzej Marusarz, srebrny medal zdobył Marian Zając, a brązowy – Stanisław Czarniak.

## Wyniki konkursu
| Miejsce | Zawodnik           | Klub              | Skok 1 | Skok 2 | Punkty |
| ------- | ------------------ | ----------------- | ------ | ------ | ------ |
| 1. (1.) | Andrzej Marusarz   | SNPTT Zakopane    | 68,0   | 65,0   | 220,1  |
| 2. (2.) | Marian Zając       | HKN Zakopane      | 56,5   | 60,0   | 202,2  |
| 3. (3.) | Stanisław Czarniak | HKN Zakopane      | 56,5   | 59,5   | 201,8  |
| 4. (4.) | Jan Bochenek       | TS Wisła Zakopane | 56,5   | 58,0   | 198,7  |
| 5. (5.) | Jan Schindler      | TS Wisła Zakopane | 57,0   | 60,0   | 197,8  |
| 6. (7.) | Jan Bobowski       | TS Wisła Zakopane | 57,0   | 55,0   | 194,4  |
| 7. (8.) | Władysław Rój      | TS Wisła Zakopane | 54,0   | 56,0   | 191,4  |
| 8. (9.) | Jan Kula           | SNPTT Zakopane    | 49,0   | 52,0   | 187,5  |

W konkursie wzięło udział 28 zawodników. W nawiasach podano miejsce zajęte w zawodach z uwzględnieniem zagranicznych zawodników.
Szóste miejsce w międzynarodowym konkursie zajął reprezentant III Rzeszy Kurt Röder.